# 住吉停留場 (長崎県)
住吉停留場（すみよしていりゅうじょう、住吉電停）は、長崎県長崎市住吉町にある長崎電気軌道の停留場。駅番号は12。
本線および赤迫支線の起点で、1号・2号・3号各系統が停車する。路線は当停留場を境に長崎駅前方面は本線、赤迫方面は赤迫支線と分かれるが、列車は全て両線を直通する。

## 歴史

延伸当日の住吉電停
（1950年9月16日）

住吉停留場は1950年（昭和25年）の開業。延伸によって新しく開業した路線の末端であった。その後1960年（昭和35年）に赤迫停留場までの赤迫支線が開業し、実質的な途中駅となっている。

### 年表
- 1950年（昭和25年）9月16日：大橋停留場から当停留場までの開通に伴い開業[4][5]。
- 1960年（昭和35年）5月8日：赤迫支線が開通[4]。停留場を移設[5]。
- 2025年（令和7年）1月11日：車道とホームを分離する緩衝材などに軽自動車が衝突する事故が発生[6]。

## 構造
住吉停留場は併用軌道区間にあり、ホームは道路上に設けられる。ホームは低床式で2面あり、2本の線路を挟んで向かい合わせに配される相対式ホーム。赤迫寄りから見て右に赤迫方面行きのホーム、左に長崎駅前方面行きのホームがある。
2007年（平成19年）1月には上屋がテント式から景観に配慮したシェルター式に取り換えられた。

## 利用状況
長崎電軌の調査によると1日の乗降客数は以下の通り。ほとんどが長崎駅前方面へ（から）の利用者で、赤迫方面へ（から）の利用者はほとんどいない。沿線にある商店街の買い物客の利用も多い。長崎駅前まではJRが並走するが長崎市中心部へのアクセスで有利なことから近くにある西浦上駅より上回っている。
- 1998年 - 4,298人[1]
- 2015年 - 3,400人[11]

## 周辺
長崎市北部では最大の繁華街が広がり、隣の昭和町通停留場にかけては道路の両側に商店街のアーケードが架けられている。かつては人家もまばらだったが、電車の開通により発展した地域である。
停留場のやや長崎駅寄りには長崎バス・県営バスの「住吉」バス停留所がある。当停留場は長崎市近郊を走る路線バスと路面電車の乗り換え地点にもなっている。
- 住吉神社
- JR九州長崎本線（長与支線）西浦上駅
- 中園アーケード
- 住吉アーケード

## 隣の停留場
長崎電気軌道
本線
住吉停留場 (12) - 昭和町通停留場 (13A) - 千歳町停留場 (13)
昭和町通停留場は赤迫方面行きのみ停車。
赤迫支線
赤迫停留場 (11) - 住吉停留場 (12)